# ホーマー・エッゼル
ホーマー・エッゼル (Homer Estel Ezzell ：ホーマー・エステル・エッゼル、1896年2月28日 - 1976年8月3日) は、アメリカ合衆国・テキサス州出身の元プロ野球選手 (MLB) である。1920年代に、主に三塁手として3シーズンプレイした。

## 経歴
1923年4月22日、セントルイス・ブラウンズ (現在のボルチモア・オリオールズ) 在籍時に対シカゴ・ホワイトソックス戦でメジャーデビューを果たした。デビュー戦には代走として出場し、打席に入る事はなかった。この年はサードを中心に88試合に出場し、打率.244・14打点・4盗塁という成績を残した。サードの守備は、73試合の機会で10失策・守備率.961という成績だった。
1924年4月14日、ブラウンズからボストン・レッドソックスにトレード移籍した。同年、レッドソックスでは90試合に出場し、打率・打点・盗塁はいずれも前年を上回る成績を残した。守備面でも、64試合でサードを守って守備率を.984まで上げたほか、21試合でショート、1試合でキャッチャーのポジションも守った。
1925年は58試合の出場に終わったものの、打率.285をマークし、メジャーデビューから毎年打率を上昇させた。一方で守備面では、サードを守った試合が47試合と自己最少だったにもかかわらず、自己ワーストとなる13失策を犯し、同じく守備率も自己ワースト (.916) だった。同年12月9日にデトロイト・タイガースにトレードされたが、タイガースではメジャーの試合に出場する事はなく、1925年がメジャー最後のシーズンとなった。
1976年8月3日、自身の生まれ故郷であるテキサス州の都市・サンアントニオで没し、亡骸はミッション・バリアル・パーク南 (英語：Mission Burial Park South) に埋葬された。

## 詳細情報

### 年度別打撃成績
| 年 度     | 球 団     | 試 合 | 打 席 | 打 数 | 得 点 | 安 打 | 二 塁 打 | 三 塁 打 | 本 塁 打 | 塁 打 | 打 点 | 盗 塁 | 盗 塁 死 | 犠 打 | 犠 飛 | 四 球 | 敬 遠 | 死 球 | 三 振 | 併 殺 打 | 打 率 | 出 塁 率 | 長 打 率 | O P S |
| --------- | --------- | ----- | ----- | ----- | ----- | ----- | -------- | -------- | -------- | ----- | ----- | ----- | -------- | ----- | ----- | ----- | ----- | ----- | ----- | -------- | ----- | -------- | -------- | ----- |
| 1923      | SLB       | 88    | 302   | 279   | 31    | 68    | 6        | 0        | 0        | 74    | 14    | 4     | 3        | 12    | -     | 15    | -     | 2     | 20    | -        | .244  | .287     | .265     | .552  |
| 1924      | BOS       | 90    | 297   | 277   | 35    | 75    | 8        | 4        | 0        | 91    | 32    | 12    | 5        | 8     | -     | 14    | -     | 2     | 21    | -        | .271  | .311     | .329     | .639  |
| 1925      | BOS       | 58    | 211   | 186   | 40    | 53    | 6        | 4        | 0        | 67    | 15    | 9     | 7        | 10    | -     | 19    | -     | 0     | 18    | -        | .285  | .351     | .360     | .711  |
| 通算：3年 | 通算：3年 | 236   | 810   | 742   | 106   | 196   | 20       | 8        | 0        | 232   | 61    | 25    | 15       | 30    | -     | 48    | -     | 4     | 59    | -        | .264  | .312     | .313     | .625  |

- 「-」は公式記録なし。